# Servicio de alojamiento dedicado
Un servidor dedicado o servidor de alojamiento dedicado es un ordenador comprado o arrendado que se utiliza para prestar servicios dedicados, generalmente relacionados con el alojamiento web y otros servicios en red. A diferencia de lo que ocurre con el alojamiento compartido, en donde los recursos de la máquina son compartidos entre un número indeterminado de clientes, en el caso de los servidores dedicados generalmente es un solo cliente el que dispone de todos los recursos de la máquina para los fines que haya contratado el servicio.

## Características
Los servidores dedicados pueden ser utilizados tanto para prestar servicios de alojamiento compartido como para prestar servicios de alojamiento dedicado, y pueden ser administrados por el cliente o por la empresa que los provee. El cuidado físico de la máquina y de la conectividad a Internet está generalmente a cargo de la empresa que provee el servidor. Un servidor dedicado generalmente se encuentra localizado en un centro de datos.
Un servidor dedicado puede ser entendido como la contraparte del alojamiento web compartido, pero eso no significa que un servidor dedicado no pueda ser destinado a entregar este tipo de servicio. Este es el caso cuando, por ejemplo, una empresa dedicada al negocio del alojamiento web compra o arrienda un servidor dedicado con el objetivo de ofrecer servicios de alojamiento web a sus clientes. Por otro lado, un servidor dedicado puede ser utilizado como una forma avanzada de alojamiento web cuando un cliente o empresa tiene requerimientos especiales de rendimiento, configuración o seguridad. En estos casos es común que una empresa arriende un servidor dedicado para autoabastecerse de los servicios que necesita disponiendo de todos los recursos de la máquina.

## Ventajas
- El cliente puede disponer de todos los recursos de la máquina.
- La configuración del servidor puede estar completamente adaptada a las necesidades particulares del cliente.
- Existe un mayor control sobre las aplicaciones que corre el servidor web.
- El mantenimiento y las actualizaciones de seguridad pueden ser realizadas con mayor facilidad y control.

## Desventajas
La principal desventaja de un servidor dedicado es el costo del servicio, el cual es muy superior al del alojamiento compartido. Esto es debido principalmente al costo mensual en el alquiler de la máquina y a la necesidad de contratar  servicios para la administración y configuración del servidor.